# Bengt Beckman (författare)
Bengt Beckman, född 30 september 1925 i Färgelanda, död 13 mars 2012, var en svensk kryptoanalytiker, författare och tecknare.
Bengt Beckman kom till Försvarets radioanstalt (FRA) som värnpliktig kryptotekniker 1946 och slutade som byråchef och chef för avdelningen för kryptoanalys 1991.
Han var forskarstuderande i slaviska språk vid Stockholms universitet och skrev 1966 en licentiatavhandling med titeln Försök med en metod för mätning av skillnader i författarstil, där han använde statistiska metoder för att studera ryska författares språkanvändning. Dessa metoder använde han tillsammans med professorerna i slaviska språk Sven Gustavsson och Geir Kjetsaa i ett arbete 1984 för att avgöra om nobelpristagaren i litteratur Sjolochov verkligen var författaren bakom Stilla flyter Don, vilket hade ifrågasatts. Deras resultat blev att det inte fanns fog för ifrågasättandet.
Som författare har Bengt Beckman belyst kryptoanalysens historia i Sverige och dokumenterat och tillgängliggjort FRA:s historia och matematikern Arne Beurlings forcering av den tyska G-skrivaren, bland annat med boken Svenska kryptobedrifter.
Som tecknare debuterade han med en separatutställning på Galleri 59 i Lommeland i Strömstad 2010.